# Tagebuch des Fürsten Christian II. von Anhalt-Bernburg

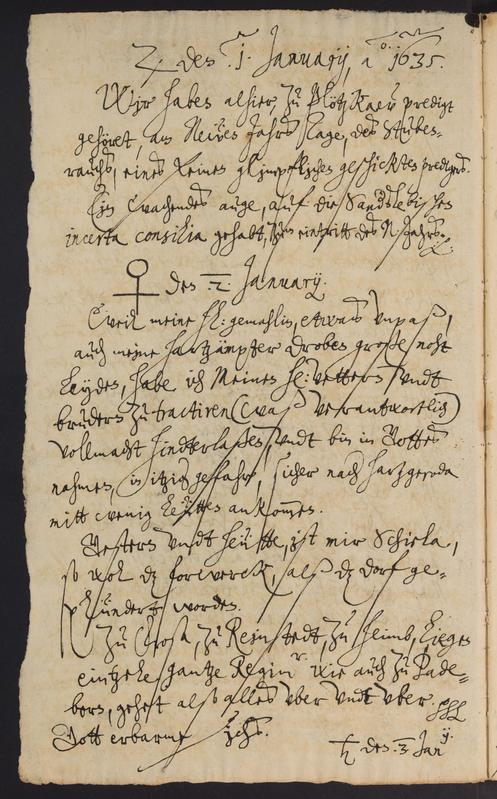
Tagebuchseite mit Einträgen vom Januar 1635

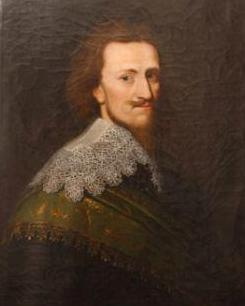
Porträt von Fürst Christian II. von Anhalt-Bernburg (Gemäldesammlung Schloss Bernburg)

Das Tagebuch von Fürst Christian II. von Anhalt-Bernburg (1599–1656) ist eines der umfangreichsten Selbstzeugnisse des 17. Jahrhunderts. Es bietet detaillierte Einblicke in das Leben des deutschen Reichsfürsten Christian II. von Anhalt-Bernburg während des Dreißigjährigen Kriegs und gilt als bedeutende Quelle für die Frühneuzeitforschung.

## Überlieferung und Entstehung
Christian II. begann sein Tagebuch 1621, nachdem sein erstes, französischsprachiges Journal von 1620 nach der Schlacht am Weißen Berg verloren gegangen war. Die heute im Landeshauptarchiv Sachsen-Anhalt in Dessau verwahrten 23 Bände umfassen rund 17.400 größtenteils eigenhändig beschriebene Seiten und reichen bis zu seinem Tod 1656.
Die Einträge sind überwiegend auf Deutsch (ca. 87 %), daneben auf Französisch (ca. 11 %) sowie in weiteren europäischen Sprachen wie Italienisch, Latein, Spanisch, Niederländisch, vereinzelt Polnisch und Griechisch verfasst. Zwei zusätzliche Bände enthalten von seinem Sekretär Sigismund Ladisla angefertigte, gekürzte Abschriften früherer, teils verschollener Aufzeichnungen aus den Jahren 1620 bis 1627.

## Inhalt und Aufbau
Das Tagebuch dokumentiert politische und militärische Ereignisse, Reisen, Hofzeremoniell, Familienangelegenheiten, Wetter, Krankheiten und Träume. Christian II. hielt Personen, Orte und Netzwerke detailliert fest. Neben lokalen und europäischen Themen finden sich auch Nachrichten aus Asien, Afrika und Amerika.
Die Einträge sind häufig selbstreflexiv und zeigen die Nähe zu Reisetagebüchern. Auffällig ist die Offenheit, mit der Christian II. auch persönliche Niederlagen, Demütigungen am kaiserlichen Hof und das Ausbleiben von Anerkennung sowie seine vergeblichen Bemühungen um politische und gesellschaftliche Gunst dokumentierte.

## Forschung und Edition
Das Tagebuch ist eine einzigartige und in Umfang sowie Detailreichtum herausragende Quelle für die Geschichte des Dreißigjährigen Kriegs, der Adelskultur und des frühneuzeitlichen Alltags. Es wird in zahlreichen Forschungsbereichen genutzt, etwa zur Selbstzeugnisforschung, Umwelt- und Emotionsgeschichte. Bereits im 19. Jahrhundert wurden Auszüge veröffentlicht, etwa zur Zerstörung Magdeburgs.
Seit 2013 wird das Tagebuch im Rahmen eines DFG-Projekts an der Herzog August Bibliothek Wolfenbüttel und der Albert-Ludwigs-Universität Freiburg digitalisiert und ediert. Die frei zugängliche Online-Edition bietet Scans, Transkriptionen, Übersetzungen, Kommentare, Register und Visualisierungen zur gezielten Recherche und Analyse. Personen, Orte und Körperschaften sind in Registern erfasst und mit weiterführenden Informationen verknüpft. Die Plattform unterstützt zudem die Analyse von Reiserouten und Verwandtschaftsnetzwerken.